# فرانچسکو سرافینو
فرانچسکو سرافینو (انگلیسی: Francesco Serafino؛ زادهٔ ۱۷ سپتامبر ۱۹۹۷) بازیکن فوتبال است.
از باشگاه‌هایی که در آن بازی کرده‌است می‌توان به باشگاه فوتبال تریستیانا اشاره کرد.